# Индия на зимних Олимпийских играх 1998
Индия принимала участие в Зимних Олимпийских играх 1998 года в Нагано (Япония) в пятый раз за свою историю, пропустив Зимние Олимпийские игры 1994 года, но не завоевала ни одной медали.
Единственным спортсменом от Индии на этих Играх был 16-летний Шива Кешаван, дебютант, участник мужских одиночных соревнований по санному спорту.

## Результаты соревнований

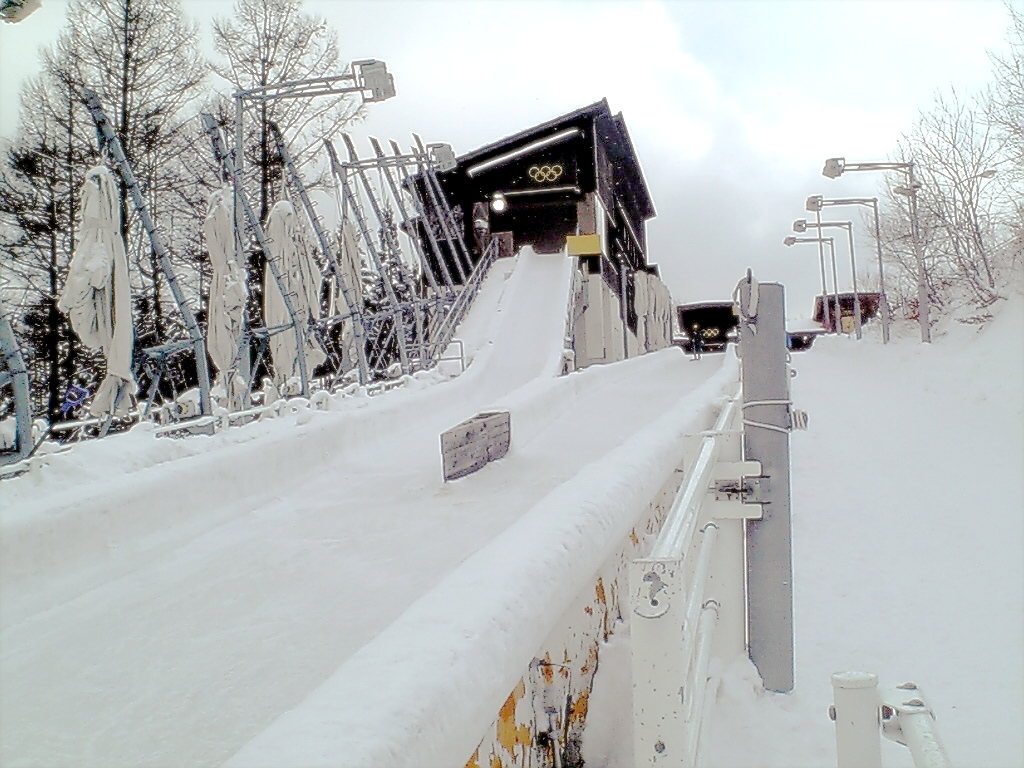
Санно-бобслейная трасса Спираль (спортивная трасса) состоит из 14 поворотов.

### Санный спорт
Индия впервые участвовала в Олимпийских играх по санному спорту. 
Заезды среди мужчин на одиночных санях прошли  8 и 9 февраля на «Спирали» —  санно-бобслейной трассе города Нагано.   
Мужчины
| Спортсмен    | 1 заезд   | 1 заезд | 2 заезд   | 2 заезд | 3 заезд   | 3 заезд | 4 заезд   | 4 заезд | Итоговый результат | Итоговый результат |
| Спортсмен    | Результат | Место   | Результат | Место   | Результат | Место   | Результат | Место   | Результат          | Место              |
| ------------ | --------- | ------- | --------- | ------- | --------- | ------- | --------- | ------- | ------------------ | ------------------ |
| Шива Кешаван | 52.315    | 29      | 52.127    | 29      | 52.043    | 28      | 51.900    | 27      | 3:28.385           | 28                 |